# ハネムーンは命がけ
『ハネムーンは命がけ』（ハネムーンはいのちがけ、原題：So I Married an Axe Murderer）は、1993年に公開されたマイク・マイヤーズ主演のサスペンス・コメディである。

## 概要
『ウェインズ・ワールド』や『オースティン・パワーズ』などで知られるコメディアンのマイク・マイヤーズと、『スリーメン&ベビー』などで知られる女優のナンシー・トラヴィスが主演した本作は、サスペンス調の濃いコメディ映画に仕上がっている。主演のマイヤーズは一人二役に扮し、コミカルな演技を披露している。脇役にはアカデミー助演女優賞を受賞したアイルランド女優のブレンダ・フリッカーをはじめ、アンソニー・ラパーリア、アマンダ・プラマー、フィル・ハートマンなどの個性派俳優たちが配役されている。

## あらすじ
女運に恵まれず、恋人が出来てもすぐに破局してしまい、それをネタにナイトクラブで自身の詩を吟じては憂さ晴らしをするチャーリー（マイク・マイヤーズ）。そんなチャーリーに親友のトニー（アンソニー・ラパーリア）も様々なアドバイスをするのだが、結局は堂々巡りであった。しかしそんなある日、実家へ向かう途中に立ち寄った肉屋で、その肉屋を一人で切り盛りする女店主ハリエット（ナンシー・トラヴィス）に一目惚れしたチャーリーは、早速アタックを開始する。そんなチャーリーに次第にハリエットも心を寄せていく。
趣味や人柄も自分に合い、結婚も視野に入れ始めたチャーリーは、ある日ハリエットをスコットランド移民の父スチュワート（マイク・マイヤーズ）と母メイ（ブレンダ・フリッカー）に会わせようと実家に連れて来る。食事は楽しく済んだのだが、キッチンで母親が読んでいたタブロイド記事をたまたま目にしたチャーリーは顔面蒼白に。そこには、結婚した初夜に新郎をめった刺しにしては次の相手を見つけるという手口の連続殺人犯の特集が組まれていたのだが、読めば読むほど犯人像がハリエットに当てはまるのだ。不安になったチャーリーはトニーに相談するも、“結婚恐怖症”の一端だと相手にしてくれない。そのことで次第にお互いの間にも溝が出来始め、一時は破局の危機まで迎えてしまう2人だったが、自分の考えすぎだと思い直したチャーリーは再びハリエットの元へ向かい、プロポーズを申し込む。チャーリーの申し出を快く承諾したハリエットとチャーリーは結婚式を盛大に済ませてハネムーンへ出発するのだが…。

## スタッフ・キャスト

### キャスト
- チャーリー／スチュワート・マッケンジー：マイク・マイヤーズ
- ハリエット・マイケルズ：ナンシー・トラヴィス
- トニー・ガーディノ：アンソニー・ラパーリア
- メイ・マッケンジー：ブレンダ・フリッカー
- ローズ・マイケルズ：アマンダ・プラマー
- アルカトラズ島ガイド：フィル・ハートマン
- ドライバー：チャールズ・グローディン
- スーザン：デビ・メイザー
- トニーの上司：アラン・アーキン
- 新聞記者：マイク・ハガティ、マイケル・リチャーズ
- コンシェルジュ：グレッグ・ジャーマン

### スタッフ
- 監督：トーマス・シュラム
- 脚本：ロビー・フォックス
- 製作：ロバート・N・フリード、ケイリー・ウッズ
- 製作総指揮：バーニー・ウィリアムズ
- 音楽：ブルース・ブロートン
- 撮影：ジュリオ・マカット
- 編集：コリーン・ハルシー、リチャード・ハルシー
- 主題歌：ブー・ラドリーズ『There She Goes』